# Thomas Wright (astronomo)
Thomas Wright (Byers Green, 22 settembre 1711 – Byers Green, 25 febbraio 1786) è stato un astronomo, matematico e architetto inglese.

## Biografia
È noto soprattutto per la sua pubblicazione An original theory or new hypothesis of the universe (1750), in cui spiega la struttura apparente della Via Lattea come "un effetto ottico dovuto alla nostra immersione in ciò che localmente si assomiglia ad una striscia piatta di stelle". Questa idea fu ripresa e sviluppata da Immanuel Kant nella sua "Universal Natural History and Theory of Heaven".

## Opere

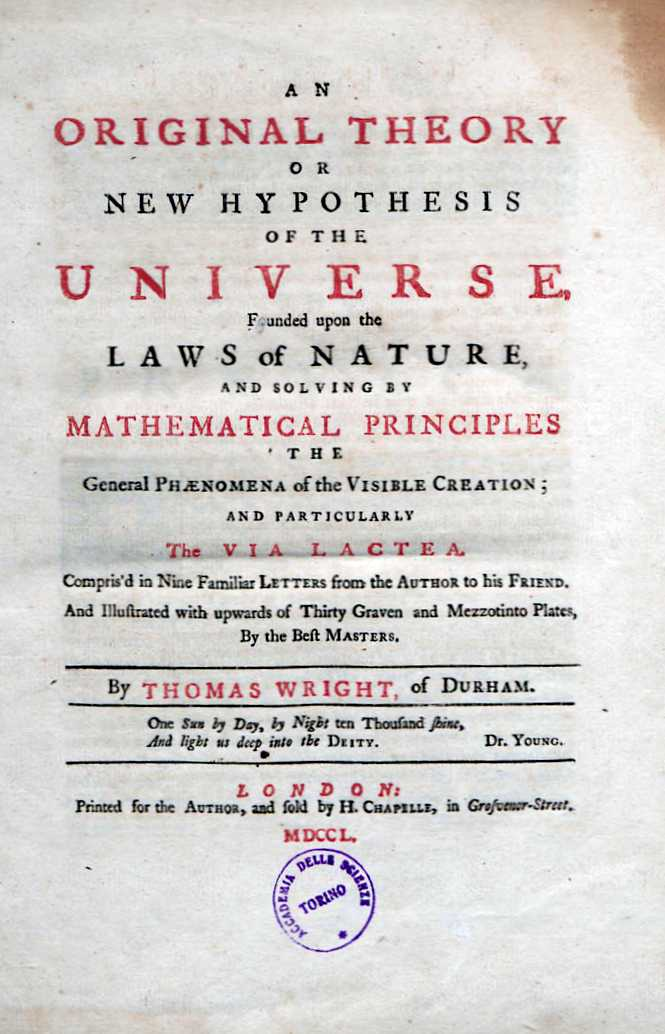
Theory or new Hypothesis of the Universe, 1750

- Thomas Wright, Theory or new Hypothesis of the Universe, Chapelle, Henry, 1750.